# Camille Reymond
Pour les articles homonymes, voir Reymond.
Camille Reymond, né le 8 septembre 1884 à Entrepierres et mort le 8 février 1967 à Château-Arnoux-Saint-Auban, est un homme politique SFIO français, ancien député.

## Biographie
Instituteur, il s’engage très tôt en politique (1905). Il rejoint la SFIC (futur Parti communiste français) en 1920, puis est élu conseiller général des Basses-Alpes en battant le sortant, en 1922 (sous étiquette PCF). Il est constamment réélu à ce poste jusqu’en 1955, date à laquelle son fils lui succède. Revenu à la SFIO dès 1924, il est ensuite élu conseiller municipal de Château-Arnoux sur la liste de Victorin Maurel en 1925, dont il est un des principaux adjoints.
Franc-maçon, il est mis à la retraite d’office et privé de son mandat de conseiller général par arrêté du 26 octobre 1941. Il entre dans la Résistance, et devient chef de secteur de l’Armée secrète (proche de Paul Martin-Bret). Il est arrêté en juin 1944 avec son fils, qui est déporté ; lui est relâché.
Il est ensuite président du comité local de Libération, puis de la délégation spéciale de la commune (conseil municipal extraordinaire). Il est élu maire en mai 1945, puis député aux deux Assemblées constituantes de 1945 et 1946. Il y vote les grandes nationalisations de l’après-guerre. Battu en 1946, il se consacre à sa commune (il obtient notamment la construction d’un collège).
Il rejoint le Parti socialiste autonome en 1958, puis le Parti socialiste unifié.
Malade, il donne sa démission de maire, son dernier mandat électif, en décembre 1965.